# Alstroemeria piauhyensis
Alstroemeria piauhyensis este o specie de plante monocotiledonate din genul Alstroemeria, familia Alstroemeriaceae, descrisă de George Gardner și John Gilbert Baker. Conform Catalogue of Life specia Alstroemeria piauhyensis nu are subspecii cunoscute.